# European Maritime Awareness in the Strait of Hormuz
Die European Maritime Awareness in the Strait of Hormuz (EMASoH) ist eine europäisch geführte Meeresüberwachungsmission, die zu Beginn von acht europäischen Nationen politisch unterstützt wird. Auf französischen Impuls hin unterstützt diese unabhängig agierende und nicht mit der Europäischen Union verbundene „Koalition der Willigen“ den deeskalierenden Ansatz im Umgang mit regionalen Sicherheitsfragen. Gleichzeitig wurde im Rahmen von EMASoH 2020 eine Militäroperation namens AGENOR gestartet. Im September 2021 trat Norwegen als neunte europäische Nation EMASoH bei. Der operative Hauptsitz von AGENOR befand sich von Anfang an im Jahr 2020 in den Vereinigten Arabischen Emiraten. Ergänzend zu bestehenden Bemühungen und Initiativen zur maritimen Sicherheit in der Region, einschließlich IMSC, zielt EMASoH darauf ab, eine sichere Navigationsumgebung zu gewährleisten und die bestehenden Spannungen in der Region abzubauen.

## Die Umstände
Die Straße von Hormuz ist ein strategischer Engpass, der die Golfregion über den Golf von Oman mit dem Arabischen Meer und dem Indischen Ozean verbindet. Nördlich der Meerenge liegt der Iran und im Süden die Vereinigten Arabischen Emirate und Musandam, eine Exklave des Oman, der Südküste der Meerenge, dem äußersten Gipfel der nordöstlichen Spitze der Arabischen Halbinsel. Mehrere iranische Inseln liegen in der engen Meerenge und ihrer Umgebung: Hormuz, die Insel, von der die Meerenge ihren Namen hat, Kish, Qeshm, Larak, Siri und Hengam, aber auch Abu Musa und die Great Tunb und Lesser Tunb, die umstritten sind Iran und die Vereinigten Arabischen Emirate. Diese Inseln sind aufgrund ihrer Lage von strategischer Bedeutung. Die Meerenge ist an ihrer engsten Stelle etwa 21 Seemeilen (39 Kilometer) breit, wo sich der Schiffsverkehr in zwei Routen mit einer Breite von jeweils zwei Seemeilen (3,7 Kilometer) aufteilt. Die Westroute, die in den Golf führt, führt durch die Hoheitsgewässer des Iran, und die Ostroute, die den Golf verlässt, passiert die Hoheitsgewässer von Oman. Diese beiden Schifffahrtswege sind durch eine zwei Meilen lange Pufferzone getrennt, um Kollisionen zu vermeiden. Die Meerenge ist tief genug für die größten Öltanker.

### Wirtschaftlicher Kontext
Die Straße von Hormuz ist eine wichtige Arterie für Erdöl. Es wird allgemein anerkannt, dass etwa ein Drittel des weltweit auf See gehandelten Rohöls (ein Fünftel der weltweiten Ölversorgung) durch die Straße von Hormus transportiert wird, was sie nach Angaben der U.S. EIA zum wichtigsten Transitkanal der Welt macht. das sind etwa 18–20 Millionen Barrel pro Tag in den letzten fünf Jahren. Das meiste dieses Öls stammt aus dem Iran, dem Irak, Kuwait und Saudi-Arabien. Auch für die weltweite Versorgung mit verflüssigtem Erdgas (LNG) und für den Containertransport gewinnt die Meerenge zunehmend an Bedeutung. Eine Schließung der Straße von Hormus hätte enorme Folgen für die Öl- und Gasversorgung weltweit.

### Geschichte
In der gesamten Golfregion und insbesondere in der Straße von Hormuz wurde ab 2019 eine zunehmende Unsicherheit und Instabilität mit mehreren maritimen und nicht-maritimen Vorfällen als Folge wachsender regionaler Spannungen beobachtet. Im Juni 2019 wurden zwei Öltanker in der Nähe der Meerenge angegriffen, von denen einer Feuer fing. Die 44 Besatzungsmitglieder der Kokuka Courageous und Front Altair wurden von einem iranischen Schiff gerettet. Anfang des Jahres wurden noch vier weitere Handelsschiffe vor der Küste der Vereinigten Arabischen Emirate angegriffen. Im Juli 2019 wurde die Stena Impero, ein britischer Öltanker, in der Meerenge beschlagnahmt und ein weiteres Schiff festgenommen und später freigelassen. In den Jahren 2020 und 2021 wurden andere Tanker in der Straße von Hormuz entweder gekapert oder angegriffen.
Die Regierungen von Belgien, Dänemark, Frankreich, Deutschland, Griechenland, Italien, die Niederlande und Portugal unterstützten politisch die Einrichtung einer europäisch geführten Meeresüberwachungsmission in der Straße von Hormus (EMASoH). Seit September 2021 ist Norwegen als neunte europäische Nation EMASoH beigetreten.

## Die Mission
EMASoH ist eine politische und diplomatische Initiative, die gegründet wurde, um konkret verbesserte Überwachungsfähigkeiten in der Golfregion, der Straße von Hormuz und dem Golf von Oman bereitzustellen, um ein autonomes maritimes Lagebewusstsein (MSA) aufzubauen und Handelsschifffahrtsunternehmen zu beruhigen, um die Freiheit zu fördern der Navigation (FON). EMASoH besteht aus zwei Tracks: Der eine ist diplomatisch, der andere militärisch. Die militärische Schiene ist die Operation AGENOR, die die europäische Einheit mit einer neutralen Haltung betont, die sich auf Deeskalation und den Beitrag zum sicheren Transit durch das Gebiet konzentriert. EMASoH beabsichtigt, Spannungen abzubauen und zu einer sicheren Navigationsumgebung beizutragen. Sie beabsichtigt, das Vertrauen und die Sicherheit wiederherzustellen, um die zivilen Handelsschifffahrtsunternehmen zu beruhigen.
Mit Oberflächen- und Luftfähigkeiten überwacht AGENOR die Umgebung und schafft ein eigenständiges und unvoreingenommenes maritimes Situationsbewusstsein, das es ermöglicht, die Handelsschifffahrt im Einsatzgebiet zu informieren und zu beruhigen. Derzeit leisten sieben europäische Nationen einen militärischen Beitrag zur Operation AGENOR mit Personal und Vermögenswerten, während Deutschland und Portugal den diplomatischen Weg von EMASoH lediglich politisch unterstützen.
In voller Übereinstimmung mit dem Seerechtsübereinkommen der Vereinten Nationen (UNCLOS) trägt die Mission zum sicheren Transit durch die Straße von Hormus nach dem Grundsatz der Schifffahrtsfreiheit bei. EMASoH wurde gegründet, um ein nützliches Instrument zum Schutz der Schifffahrtsfreiheit zu bilden, indem angemessene Mechanismen für die Koordinierung und den Informationsaustausch mit allen in dem Gebiet tätigen Partnern, einschließlich der maritimen Industrie, sichergestellt werden. Darüber hinaus zielt EMASoH darauf ab, die Deeskalation zu fördern und wichtige diplomatische Bemühungen zu ergänzen, die darauf abzielen, in einem kritischen Kontext mehr Stabilität und einen integrativen regionalen Dialog zu gewährleisten.

### Diplomatischer Track von EMASoH
Die diplomatische Ebene von EMASoH wird durch den EMASoH Senior Civilian Representative (SCR), derzeit den dänischen Botschafter Jakob Brix-Tange, vertreten. Das SCR wurde von der Political Contact Group (PCG) beauftragt und arbeitet in enger Abstimmung mit den EMASoH-Hauptstädten. Der diplomatische Weg zielt darauf ab, Wege aufzuzeigen, um zur Deeskalation von Spannungen beizutragen und die Vertrauensbildung im maritimen Bereich auf der Grundlage eines breiten regionalen Dialogs über maritime Sicherheit zu fördern.
| Termin                             | Botschafter                      | Staat           |
| ---------------------------------- | -------------------------------- | --------------- |
| 17. Februar 2020 – 16. August 2020 | Jeanette Seppen                  | Die Niederlande |
| 17. August 2020 – 31. August 2021  | Julie Elisabeth Pruzan-Jorgensen | Dänemark        |
| 1. September 2021 – amtierend      | Jakob Brix Tange                 | Dänemark        |

### Operation AGENOR – die militärische Stütze von EMASoH
Die operative Führung von AGENOR, der militärischen Säule von EMASoH, wird durch das Operational Headquarters (OHQ) in den Vereinigten Arabischen Emiraten sowie das Tactical Headquarters (FHQ) sichergestellt.
Der Befehlshaber der Operation ist ALINDIEN COMFOR EAU, der französische Kommandant des Seegebiets Indischer Ozean und Kommandant der französischen Streitkräfte in den Vereinigten Arabischen Emiraten. Der Force Commander und sein Personal befinden sich in den Räumlichkeiten von ALINDIEN, können aber auch auf See eingesetzt werden und werden auf Rotationsbasis von den antragstellenden EMASoH-Beitragsnationen zugesichert.
Die Operation AGENOR besteht in der Regel aus Marine-Oberflächenressourcen (normalerweise zwei Fregatten) in Verbindung mit Luftressourcen wie Seeüberwachungsflugzeugen, die von den EMASoH-beitragenden Nationen bereitgestellt werden. Diese Einheiten arbeiten entweder unter direkter oder assoziierter Unterstützung. Im letzteren Fall hätten die Vermögenswerte auch andere primäre Aufgaben in der Umgebung zu erfüllen. Militärische Mittel bieten ein maritimes Lagebild zugunsten der in der Gegend fahrenden Handelsschiffe, führen Beruhigungsrufe durch und können in einigen Fällen Handelsschiffe durch die Straße von Hormuz begleiten.
Kommerzielle Schifffahrtsbetreiber und Schiffe können ihre Durchfahrt in dem Gebiet auch melden, indem sie sich an ein freiwilliges Meldesystem (VRS) halten, während sie das EMASoH „Voluntarily Reporting Area“ (VRA) durchfahren.
| Termin                              | Kommandant                  | Staat      |
| ----------------------------------- | --------------------------- | ---------- |
| 20. Januar 2020 – 1. September 2020 | Vizeadmiral Didier Malterre | Frankreich |
| 1. September 2020 – 26. August 2022 | Vizeadmiral Jacques Fayard  | Frankreich |
| 26. August 2022 – amtierend         | Vizeadmiral Emmanuel Slaars | Frankreich |

| Termin                              | Kommandant                             | Staat      |
| ----------------------------------- | -------------------------------------- | ---------- |
| 20. Januar 2020 – 20. Mai 2020      | Konteradmiral Eric Janicot             | Frankreich |
| 20. Mai 2020 – 1. September 2020    | Kapitän zur See Ludivic Poitou         | Frankreich |
| 1. September 2020 – 13. Januar 2021 | Kapitän zur See Christophe Cluzel      | Frankreich |
| 13. Januar 2021 – 17. April 2021    | Flottillenadmiral Carsten Fjord-Larsen | Dänemark   |
| 17. April 2021 – 15. Juli 2021      | Flottillenadmiral Anders Friis         | Dänemark   |
| 15. Juli 2021 – 9. Januar 2022      | Kapitän zur See Bruno de Vericourt     | Frankreich |
| 9. Januar 2022 – 1. März 2022       | Kapitän zur See Nicolas du Chene       | Frankreich |
| 1. März 2022 – 6. Juli 2022         | Konteradmiral Tanguy Botman            | Belgien    |
| 6. Juli 2022 – 27. Januar 2023      | Konteradmiral Stefano Costantino       | Italien    |
| 27. Januar 2023 – 9. Juni 2023      | Konteradmiral Renaud Flamant           | Belgien    |
| 9. Juni 2023 – 7. Dezember 2023     | Konteradmiral Mauro Panebianco         | Italien    |
| 7. Dezember 2023 – 8. März 2024     | Konteradmiral Hans Huygens             | Belgien    |
| 8. März 2024 – amtierend            | Konteradmiral Gilles Colmant           | Belgien    |